# Physalis pringlei
Physalis pringlei är en potatisväxtart som beskrevs av Jesse More Greenman. Physalis pringlei ingår i släktet lyktörter, och familjen potatisväxter. Utöver nominatformen finns också underarten P. p. curtiloba.